# ماركو كوستانتينو
ماركو كوستانتينو (بالإيطالية: Marco Costantino)‏ (8 مايو 1991 بتشنتو في إيطاليا - ) هو لاعب كرة قدم إيطالي في مركز حراسة المرمى. لعب مع نادي سبال ونادي مودينا ويوفنتوس ولاتينا كالتشيو وÉcole de Football Saint-Christophe ‏ وسسارة توريس ‏.

## وصلات خارجية
- ماركو كوستانتينو على موقع قاعدة بيانات كرة القدم.إي يو (الإنجليزية)
- ماركو كوستانتينو على موقع Soccerway.com (الإنجليزية)